# 香叶木素
香叶木素（也称为5,7,3'-三羟基-4'-甲氧基黄酮，5,7,3'-Trihydroxy-4'-methoxyflavone）是一种木犀草素衍生的4'-O-甲基化黄酮，分子式C16H12O6，存在于蠶豆屬（Vicia）植物中，可作为Trk受体的弱激动剂。